# Mistrovství Evropy v taekwondu
Mistrovství Evropy v taekwondu je sportovní akce s historií od sedmdesátých let dvacátého století.
V současné době organizují Mistrovství Evropy v taekwondu tři evropské sportovní federace.
- ETU-WTE – olympijské taekwondo federace WTF
- AETF – federace taekwonda ITF I (Trân Triêu Quân, Pablo Trajtenberg) tzv. Americká ITF, se silným vlivem zemí amerického kontinentu
- EITF – federace taekwonda ITF II (Čang Ung) tzv. Severokorejská ITF, se silným vlivem zemí bývalého východního bloku

Olympijské taekwondo WTF zastupuje v Česku Český svaz Taekwondo WTF. V Česku má dlouhou tradici výuka taekwonda dle metodiky Českého svazu Taekwon-Do ITF, která po smrti tvůrce taekwonda a zakladatele ITF Čchö Hong-huije v roce 2002 a následném rozpadu ITF se přiklonila na stranu Čang Ungova ITF. Konkurenční ITF dnes vedená Pablo Trajtenbergem má v Česku zastoupení v České národní unii Taekwon-Do ITF.

## Jednotlivé ročníky s vítězi v zápasu
- WTF zápas – kjoruki (겨루기)
- ITF zápas – matsoki (맞서기)

### Muži

#### ETU-WTE (WTF)
Olympijské taekwondo s odlišnými pravidly zápasu od ITF. Patrný rozdíl je v počtu chráničů taekwondistů, WTF taekwondisté nosí na těle ochrannou vestu a například minimálně v zápasu využívají techniky rukou. Úder rukou do obličeje je v soutěžích WTF zakázán. Jedná se tedy o ryze sportovní zápas.
| rok  | místo       |               |                |               |                   |                |                |                    |               |               |
| ---- | ----------- | ------------- | -------------- | ------------- | ----------------- | -------------- | -------------- | ------------------ | ------------- | ------------- |
| 1976 | Barcelona   |               |                |               |                   |                |                |                    |               |               |
| 1978 | Mnichov     |               |                |               |                   |                |                |                    |               |               |
| 1980 | Esbjerg     |               |                |               |                   |                |                |                    |               |               |
| 1982 | Řím         |               |                |               |                   |                |                |                    |               |               |
| 1984 | Stuttgart   |               |                |               |                   |                |                |                    |               |               |
| rok  | místo       | −50 kg        | −54 kg         | −58 kg        | −64 kg            | −70 kg         | −76 kg         | −76 kg             | −83 kg        | +83 kg        |
| 1986 | Seefeld     | Čchö Č.-ok    | J. Salim       | O. Nielsen    | F. Cribaillet     | R. Thijs       | H. Köck        | H. Köck            | M. Şahin      | M. Arndt      |
| 1988 | Ankara      | H. Ateş       | G. Di Costanzo | J. Sanabria   | J. Tortosa        | N. Ramazanoğlu | O. Ş. Özsoy    | O. Ş. Özsoy        | M. Woznicki   | T. Sørensen   |
| 1990 | Aarhus      | G. Salim      | J. Salim       | M. Østergaard | M. Çiçek          | G. Streif      | A. Pérez       | A. Pérez           | M. Şahin      | A. Şahin      |
| 1992 | Valencie    | G. Salim      | G. Esparza     | J. Salim      | M. Çiçek          | J. Santolaria  | M. Pezzolla    | M. Pezzolla        | M. Meloul     | O. Schawe     |
| 1994 | Záhřeb      | G. Salim      | A. Ates        | G. Esparza    | F. Zas            | Ó. Sánchez     | D. Jurilj      | D. Jurilj          | J. Wright     | P. Gentil     |
| 1996 | Helsinki    | J. A. Ramos   | J. L. Prieto   | G. Esparza    | J. Roesen         | A. Acharki     | N. Davis       | N. Davis           | M. Meloul     | A. Pinontoan  |
| rok  | místo       | −54 kg        | −54 kg         | −58 kg        | −62 kg            | −67 kg         | −72 kg         | −78 kg             | −84 kg        | +84 kg        |
| 1998 | Eindhoven   | M. Tuncer     | M. Tuncer      | S. Bekdemir   | S. Santos         | J. Roesen      | Z. Krajčinović | J. J. Márquez      | Z. Prerad     | P. Gentil     |
| 2000 | Patras      | J. A. Ramos   | J. A. Ramos    | M. Murucos    | E. Denk           | J. Jonas       | A. Acharki     | B. Aydın           | F. Ebnoutalib | B. Tanrıkulu  |
| 2002 | Samsun      | M. Tuncer     | M. Tuncer      | L. Vo         | O. Badia          | J. Jonas       | E. Baştuğ      | B. Aydın           | B. Tanrıkulu  | F. Greevink   |
| 2004 | Lillehammer | P. Green      | P. Green       | J. A. Ramos   | O. Badia          | N. Pašajev     | E. Baştuğ      | R. Alonso          | B. Ntep       | R. Montesinos |
| 2005 | Riga        | L. Tuncat     | L. Tuncat      | K. Durusoy    | K. Dinçsalman     | N. Pašajev     | J. Roesen      | C. Negrel          | J. García     | P. Gentil     |
| 2006 | Bonn        | S. Magomedov  | S. Magomedov   | L. Tuncat     | I. Šabazov        | D. Bekkers     | C. Nolano      | T. Oude Luttikhuis | J. García     | M. Borot      |
| 2008 | Řím         | S. Magomedov  | S. Magomedov   | E. Amanov     | L. Tuncat         | S. Tazegül     | R. Baygut      | A. Jeremjan        | K. Golcios    | A. Nikolaidis |
| rok  | místo       | −54 kg        | −54 kg         | −58 kg        | −63 kg            | −68 kg         | −74 kg         | −80 kg             | −87 kg        | +87 kg        |
| 2010 | Petrohrad   | S. Magomedov  | S. Magomedov   | J. González   | K. Konstantinidis | S. Tazegül     | R. Baygut      | A. Cook            | C. Molfetta   | T. Bajramov   |
| 2012 | Manchester  | S. Magomedov  | S. Magomedov   | J. González   | M. Harvey         | S. Tazegül     | A. Siradžov    | A. Cook            | L. Muhammad   | L. Basile     |
| 2014 | Baku        | S. Dimitrov   | S. Dimitrov    | R. Bragança   | J. Achab          | S. Tazegül     | A. Gaun        | A. Cook            | R. Isajev     | A.-M. Silla   |
| 2016 | Montreux    | M. Laachraoui | M. Laachraoui  | R. Bragança   | J. Achab          | S. Tazegül     | J. Ferreira    | M. Bejgí           | V. Larin      | A.-M. Silla   |
| 2018 | Kazaň       | A. Vicente    | A. Vicente     | M. Artamonov  | L. Brečić         | C. McNeish     | T. Kanaet      | M. Chramcov        | V. Larin      | R. Isajev     |

#### AETF (ITF původní)
AETF byla evropskou sekcí původní sportovní federace ITF založena tvůrcem taekwonda Čchö Hong-huijem. Po jeho smrti v roce 2002 došlo k neshodám o nástupnictví a rozdělení ITF na dvě silné federace, které používají stejný název a stejné logo.
| rok  | místo       |                 |              |               |                |                |                |
| ---- | ----------- | --------------- | ------------ | ------------- | -------------- | -------------- | -------------- |
| 1978 | Rotterdam   |                 |              |               |                |                |                |
| 1980 | Londýn      |                 |              |               |                |                |                |
| 1982 | Neapol      |                 |              |               |                |                |                |
| 1984 | Budapešť    |                 |              |               |                |                |                |
| rok  | místo       | −54 kg          | −63 kg       | −71 kg        | −80 kg         | +80 kg         | +80 kg         |
| 1990 | Davos       | D. Tapilatu     | S. Tapilatu  | D. Di Mario   | M. Metin       | R. Devesa      | R. Devesa      |
| 1991 | Reading     | P. Tapilatu     | N. Kılıç     | K. Pajewski   | C. Martin      | P. Szymanowski | P. Szymanowski |
| 1992 | Koszalin    | P. Tapilatu     | S. Tapilatu  | N. Leusis     | J. Smit        | P. Szymanowski | P. Szymanowski |
| 1993 | Groningen   | P. Tapilatu     | T. Barada    | Karelsz       | A. Vasilikaris | G. Mitri       | G. Mitri       |
| 1994 | Lublaň      | A. Siscov       | T. Barada    | T. Grucka     | R. Trzciński   | B. Zawirowski  | B. Zawirowski  |
| 1995 | Kolín n/R   | P. Tapilatu     | K. Vlachonis | A. Maslov     | J. Carrier     | P. Szymanowski | P. Szymanowski |
| 1996 | Riccione    | P. Tapilatu     | T. Barada    | A. Maslov     | N. Leusis      | R. Petraitis   | R. Petraitis   |
| 1997 | Zreče       | Ch. Fulidis     | T. Barada    | A. Zemljič    | N. Leusis      | T. Pilarz      | T. Pilarz      |
| 1998 | Soluň       | M. Szczygielski | T. Barada    | A. Maslov     | T. Idzikowski  | A. Hampel      | A. Hampel      |
| 1999 | Riccione    | V. Petrović     | T. Barada    | D. Pieńkowski | M. De Lucia    | D. Idzikowski  | D. Idzikowski  |
| 2000 | Edinburgh   | P. Asztalos     | N. Hodžić    | D. Pieńkowski | T. Idzikowski  | D. Idzikowski  | D. Idzikowski  |
| 2001 | Villajayosa | T. Kozladerov   | D. Działa    | D. Pieńkowski | Z. Galešić     | D. Idzikowski  | D. Idzikowski  |
| 2002 | Třeboň      | T. Kozladerov   | S. Zajika    | A. Zemljič    | Z. Galešić     | V. Tenťukov    | V. Tenťukov    |

#### AETF (ITF I)
AETF je evropská sekce od roku 2003 nově vzniklé ITF vedené Kanaďanem Trân Triêu Quânem a později Argentincem Pablo Trajtenbergem.
| rok  | místo      | −54 kg                              | −63 kg                              | −71 kg                              | −80 kg                              | +80 kg                              | +80 kg                              |
| ---- | ---------- | ----------------------------------- | ----------------------------------- | ----------------------------------- | ----------------------------------- | ----------------------------------- | ----------------------------------- |
| 2003 | Rijeka     | F. Birlut                           | A. Lorber                           | T. Pfaffl                           | D. Działa                           | D. Idzikowski                       | D. Idzikowski                       |
| 2004 | Tampere    | R. Ljutić                           | P. Pašić                            | N. Ernest                           | A. Zemljič                          | D. Idzikowski                       | D. Idzikowski                       |
| 2005 | Terracina  | R. Ljutić                           | O. Taraskin                         | I. Maksymenko                       | D. Działa                           | D. Idzikowski                       | D. Idzikowski                       |
| 2006 | Constanta  | A. Leonov                           | F. Birlut                           | N. Ernest                           | A. Pasečkyn                         | Z. Espi                             | Z. Espi                             |
| 2007 | Poprad     | A. Batra                            | F. Kelly                            | C. Oprescu                          | A. Zemljič                          | D. Idzikowski                       | D. Idzikowski                       |
| 2008 | Vratislav  | A. Leonov                           | R. Ljutić                           | P. Wasilewski                       | D. Działa                           | D. Idzikowski                       | D. Idzikowski                       |
| 2009 | Benidorm   | A. Batra                            | R. Ljutić                           | G. Rudolf                           | A. Zemljič                          | D. Idzikowski                       | D. Idzikowski                       |
| 2010 | Skövde     | A. Leonov                           | B. van de Westelaken                | D. Drapić                           | A. Zemljič                          | D. Idzikowski                       | D. Idzikowski                       |
| 2011 | Bratislava | A. Leonov                           | S. Ljutić                           | G. Rudolf                           | D. Drapić                           | A. Lorber                           | A. Lorber                           |
| 2012 | Maribor    | A. Leonov                           | D. Bezverhyj                        | Hong Keat Looi                      | A. Zemljič                          | M. Mróz                             | M. Mróz                             |
| rok  | místo      | −57 kg                              | −63 kg                              | −70 kg                              | −78 kg                              | −85 kg                              | +85 kg                              |
| 2013 | Skövde     | R. Zgorzelski                       | S. Ljutić                           | D. FitzGibbon                       | G. Brown                            | T. Kool                             | M. Kamiński                         |
| 2014 | Riccione   | T. Trimboli                         | S. Ljutić                           | A. Shelley                          | I. Hryščuk                          | T. Kool                             | A. Bilov                            |
| 2015 | Motherwell | J. Williams                         | M. Cadle                            | A. Shelley                          | C. Adolfs                           | D. Messineo                         | M. Mróz                             |
| 2016 | Tampere    | D. Nikitin                          | T. Bos                              | A. Shelley                          | C. Adolfs                           | J. Kalinowski                       | B. Słodkowski                       |
| 2017 | Sofie      | J. Ramberg                          | R. Shelley                          | A. Shelley                          | C. Adolfs                           | G. Brown                            | B. Słodkowski                       |
| 2018 | Maribor    | V. Solovej                          | L. McGrath                          | M. Żuk                              | C. Adolfs                           | A. Ramadan                          | B. Słodkowski                       |
| 2019 | Sarajevo   | V. Solovej                          | L. L. T. Danckert                   | Hong Keat Looi                      | C. Adolfs                           | D. Demčišin                         | B. Słodkowski                       |
| 2020 | Bratislava | Zrušeno z důvodu pandemie covidu-19 | Zrušeno z důvodu pandemie covidu-19 | Zrušeno z důvodu pandemie covidu-19 | Zrušeno z důvodu pandemie covidu-19 | Zrušeno z důvodu pandemie covidu-19 | Zrušeno z důvodu pandemie covidu-19 |
| 2021 | La Nucia   | V. Solovey                          | S. Hojs                             | S. Doniesiewicz                     | M. Naurdinov                        | K. Falowski                         | B. Słodkowski                       |
| 2022 | Poreč      | Y. K. Talhaoui                      | Ž. Zagoranski                       | T. Bos                              | B. Bien                             | A. Rmadan                           | P. D. Szarkó                        |
| 2023 | Kluž       | M. Finn                             | Ž. Zagoranski                       | J. Tuite                            | L. Moriarty                         | A. Rmadan                           | A. Kuzmin                           |
| 2024 | Lublin     |                                     |                                     |                                     |                                     |                                     |                                     |

#### EITF (ITF II)
EITF je evropská sekce od roku 2003 nově vzniklé ITF vedené Severokorejcem Čang Ungem, kterého ve závěti určil zakladatel taekwonda Čchö Hong-hui jako svého nástupce. Mezi roky 2003 až 2008 EITF měla název původní evropské federace AETF.
| rok  | místo        | −54 kg          | −54 kg          | −63 kg          | −71 kg       | −80 kg       | +80 kg         | +80 kg         |
| ---- | ------------ | --------------- | --------------- | --------------- | ------------ | ------------ | -------------- | -------------- |
| 2003 | Košice       | J. Čusovljankin | J. Čusovljankin | I. Berestovoj   | J. Mraček    | N. Leusis    | J. Plankov     | J. Plankov     |
| 2004 | Sofie        | T. Kozladerov   | T. Kozladerov   | Ch. Sachariadis | J. Mraček    | V. Pinkin    | S. Kalendarski | S. Kalendarski |
| 2005 | Dublin       | Š. Vanijev      | Š. Vanijev      | A. Šamanin      | S. Zajika    | V. Pinkin    | A. Jennings    | A. Jennings    |
| rok  | místo        | −50 kg          | −57 kg          | −64 kg          | −71 kg       | −78 kg       | −85 kg         | +85 kg         |
| 2006 | Soluň        | [[]]            | [[]]            | [[]]            | [[]]         | [[]]         | M. Košátko     | [[]]           |
| 2007 | Tallinn      | T. Išmakov      | D. Imanov       | K. Jurikov      | A. Taras     | A. Verner    | A. Kres        | N. Kechajov    |
| 2008 | Poreč        | —               | J. Ocimik       | A. Ivas         | K. Jurikov   | H. Bloks     | J. Mráček      | A. Krylov      |
| 2009 | Slo. Konjice | —               | —               | A. Minějev      | V. Nazin     | A. Verner    | D. Marcevič    | A. Koptěv      |
| 2010 | Barletta     | A. Skripnik     | J. Ocimik       | D. Hrečyšnykov  | T. Arkanija  | B. Volokitin | V. Istčik      | I. Jachajev    |
| 2011 | Tallinn      | I. Vološyn      | S. Arabadžijski | Ž. Marguč       | V. Nazin     | D. Nwamerue  | A. Vyzrál      | N. Kechajov    |
| 2012 | Sofie        | M. Sapun        | A. Jamola       | F. Gavlas       | U. Rupreht   | H. Bloks     | A. Marčenkov   | D. Marcevič    |
| 2013 | Bled         | B. Baglaev      | J. Ocimik       | D. Hrečyšnykov  | M. Tkačov    | A. Gudac     | A. Vyzrál      | D. Marcevič    |
| 2014 | Minsk        | A. Skripnik     | J. Ocimik       | F. Gavlas       | M. Tkačov    | A. Nězvanov  | I. Tomanov     | A. Ababii      |
| 2015 | Andria       | A. Skripnik     | J. Ocimik       | L. Bakalski     | K. Jurikov   | S. Strežněv  | D. Bilinkevyč  | D. Marcevič    |
| 2016 | Soluň        | I. Vološyn      | D. Kazantzidis  | D. Hrečyšnykov  | D. Simakov   | U. Rupreht   | A. Kres        | B. Adamija     |
| 2017 | Liverpool    | I. Vološyn      | T. Mamedov      | A. Bodrov       | S. Arakeljan | Š. Rami      | A. Kres        | D. Marcevič    |
| 2018 | Tallinn      | [[]]            | [[]]            | [[]]            | [[]]         | [[]]         | [[]]           | [[]]           |

### Ženy

#### ETU-WTE (WTF)
| rok  | místo       |                  |                  |                      |                   |                   |                 |                    |                  |                          |
| ---- | ----------- | ---------------- | ---------------- | -------------------- | ----------------- | ----------------- | --------------- | ------------------ | ---------------- | ------------------------ |
| 1976 | Barcelona   |                  |                  |                      |                   |                   |                 |                    |                  |                          |
| 1978 | Mnichov     |                  |                  |                      |                   |                   |                 |                    |                  |                          |
| 1980 | Esbjerg     |                  |                  |                      |                   |                   |                 |                    |                  |                          |
| 1982 | Řím         |                  |                  |                      |                   |                   |                 |                    |                  |                          |
| 1984 | Stuttgart   |                  |                  |                      |                   |                   |                 |                    |                  |                          |
| rok  | místo       | −43 kg           | −47 kg           | −51 kg               | −55 kg            | −60 kg            | −65 kg          | −65 kg             | −70 kg           | +70 kg                   |
| 1986 | Seefeld     | N. Demirelová    | A. van der Pas   | M. Galová            | Z. Tanová         | B. Evannová       | C. Bistuerová   | C. Bistuerová      | M. de Jonghová   | A. Buijsová              |
| 1988 | Ankara      | M. R. Morenová   | P. Muggiriová    | S. Demirová          | Z. Tanová         | S. Dinçerová      | C. Bistuerová   | C. Bistuerová      | M. de Jonghová   | A. Buijsová              |
| 1990 | Aarhus      | A. Ceylanová     | S. Gürová        | A.-M. Christensenová | S. Maitimuová     | Z. Bostepeová     | C. Bistuerová   | C. Bistuerová      | A. Pastorelliová | B. Hipfová               |
| 1992 | Valencie    | G. Yerlisuová    | E. Delgadová     | R. Solísová          | N. Deliktaşová    | P. Reynoldsová    | S. Seidel       | S. Seidel          | C. Bistuerová    | S. Martínová             |
| 1994 | Záhřeb      | T. Karasionová   | S. Noskovová     | E. Delgadová         | I. Jiménezová     | Jo-A. Nashová     | M. Drosiduová   | M. Drosiduová      | T. Gediková      | Y. Garcíaová             |
| 1996 | Helsinki    | C. Atzeni        | F. Karataşová    | G. Aringanengová     | E. Wallnerová     | L. Vecinaová      | E. Benítezová   | E. Benítezová      | I. Ruizová       | N. Ivanovová             |
| rok  | místo       | −47 kg           | −47 kg           | −51 kg               | −55 kg            | −59 kg            | −63 kg          | −67 kg             | −72 kg           | +72 kg                   |
| 1998 | Eindhoven   | B. Yagüeová      | B. Yagüeová      | H. Poulsenová        | J. Nazarovová     | V. Lourensová     | K. Schwartzová  | E. Benítezová      | N. Ivanovová     | N. Vezmarová             |
| 2000 | Patras      | B. Asensiová     | B. Asensiová     | S. Noskovová         | H. Bıkçınová      | V. Lourensová     | A. Taşbakanová  | J. Nazarovová      | E. Mystakidisová | M. Koňachinová           |
| 2002 | Samsun      | B. Yagüeová      | B. Yagüeová      | D. Güvençová         | G. Épangueová     | C. Corsiová       | A. Taşbakanová  | Y. van Deutekomová | N. Ivanovová     | N. Vezmarová             |
| 2004 | Lillehammer | B. Yagüeová      | B. Yagüeová      | N. Lukićová          | Z. Muratová       | G. Épangueová     | M. Filipovićová | S. Gülerová        | A. Čerňavská     | N. Vezmarová             |
| 2005 | Riga        | V. Taratynovová  | V. Taratynovová  | N. Šakarjanová       | M. Zubčićová      | S. Barberová      | A. Tanrıkuluová | G. Épangueová      | S. Stevensonová  | Y. Oudeová Luttikhuisová |
| 2006 | Bonn        | B. Asensiová     | B. Asensiová     | H. Soroková          | F. Mastrantoniová | P. Budaková       | M. Bujalanceová | S. Gülerová        | S. Stevensonová  | L. Raseová               |
| 2008 | Řím         | S. Güleçová      | S. Güleçová      | B. Yagüeová          | H. K. Yangınová   | E. Hernándezová   | M. Harnoisová   | H. Frommová        | S. Šarićová      | K. Kedzierská            |
| rok  | místo       | −46 kg           | −46 kg           | −49 kg               | −53 kg            | −57 kg            | −62 kg          | −67 kg             | −73 kg           | +73 kg                   |
| 2010 | Petrohrad   | R. Yıldırımová   | R. Yıldırımová   | L. Zaninovićová      | F. Liboriová      | B.-El Gattererová | H. Niaréová     | S. Stevensonová    | A. Baryšnikovová | R. Simónová              |
| 2012 | Manchester  | J. Kucuová       | J. Kucuová       | L. Zaninovićová      | H. K. Yangınová   | F. Liboriová      | M. Harnoisová   | N. Tatarová        | A. Baryšnikovová | A.-C. Graffeová          |
| 2014 | Baku        | H. Mustaphaová   | H. Mustaphaová   | L. Zaninovićová      | A. Zaninovićová   | E. Calvová        | N. Kläyová      | A. Baryšnikovová   | I. Radošová      | B. Waldenová             |
| 2016 | Montreux    | I. Romoldanovová | I. Romoldanovová | T. Bogdanovićová     | T. Kudašovová     | J. Jonesová       | İ. Yamanová     | L. Williamsová     | I. Radošová      | B. Waldenová             |
| 2018 | Kazaň       | R. Yıldırımová   | R. Yıldırımová   | K. Tomićová          | T. Kudašovová     | J. Jonesová       | İ. Yamanová     | L. Williamsová     | N. Kuşová        | A. Kowalczuková          |

#### AETF (ITF původní)
| rok  | místo       |                 |                  |                 |                    |                 |                 |
| ---- | ----------- | --------------- | ---------------- | --------------- | ------------------ | --------------- | --------------- |
| 1978 | Rotterdam   |                 |                  |                 |                    |                 |                 |
| 1980 | Londýn      |                 |                  |                 |                    |                 |                 |
| 1982 | Neapol      |                 |                  |                 |                    |                 |                 |
| 1984 | Budapešť    |                 |                  |                 |                    |                 |                 |
| rok  | místo       | −52 kg          | −58 kg           | −63 kg          | −70 kg             | +70 kg          | +70 kg          |
| 1990 | Davos       | V. Daskaová     | D. Linschotenová | A. Rajkaiová    | —                  | —               | —               |
| 1991 | Reading     | K. Schillerová  | Y. Garcíaová     | E. Rozmanová    | B. Sasseová        | G. Orfanidisová | G. Orfanidisová |
| 1992 | Koszalin    | K. Schillerová  | C. Onetová       | E. Rozmanová    | B. Sasseová        | V. Vajaniová    | V. Vajaniová    |
| 1993 | Groningen   | B. Tapilatuová  | Gerakariová      | U. Wörzová      | M. Jabłonowská     | V. Vajaniová    | V. Vajaniová    |
| 1994 | Lublaň      | I. Kuznecovová  | M. Jabłonowská   | A. Rajkaiová    | K. Żołędziewská    | N. Boltuchovová | N. Boltuchovová |
| 1995 | Kolín n/R   | L. Racisová     | M. Jabłonowská   | A. Paseková     | K. Gerlachová      | N. Kapulicová   | N. Kapulicová   |
| 1996 | Riccione    | A. Kołodziejová | K. Lezamaová     | B. Sasseová     | K. Gerlachová      | N. Kapulicová   | N. Kapulicová   |
| 1997 | Zreče       | A. Kołodziejová | R. Dlouhá        | K. Tzatzogluová | D. Majorkiewiczová | M. Rogaczewská  | M. Rogaczewská  |
| 1998 | Soluň       | J. Berezovská   | R. Dlouhá        | K. Tzatzogluová | N. Kapulicová      | M. Rogaczewská  | M. Rogaczewská  |
| 1999 | Riccione    | B. Tapilatuová  | R. Dlouhá        | A. Paseková     | D. Majorkiewiczová | M. Rogaczewská  | M. Rogaczewská  |
| 2000 | Edinburgh   | A. Klepaczová   | J. Crossová      | M. Fiorentinová | P. Johanssonová    | M. Rogaczewská  | M. Rogaczewská  |
| 2001 | Villajayosa | M. Pawliková    | M. Jabłonowská   | V. Khunová      | N. Kapulicová      | B. Sasseová     | B. Sasseová     |
| 2002 | Třeboň      | M. Pawliková    | E. Gromeková     | P. Johanssonová | M. Rogaczewská     | M. Klimešová    | M. Klimešová    |

#### AETF (ITF I)
| rok  | místo      | −54 kg                              | −63 kg                              | −71 kg                              | −80 kg                              | +80 kg                              | +80 kg                              |
| ---- | ---------- | ----------------------------------- | ----------------------------------- | ----------------------------------- | ----------------------------------- | ----------------------------------- | ----------------------------------- |
| 2003 | Rijeka     | M. Pawliková                        | M. Jabłonowská                      | Joanna Lipová                       | M. Rogaczewská                      | A. Paseková                         | A. Paseková                         |
| 2004 | Tampere    | M. Pawliková                        | E. Gromeková                        | J. Paprocká                         | M. Rogaczewská                      | A. Nowaková                         | A. Nowaková                         |
| 2005 | Terracina  | K. Solovejová                       | K. Jelenićová                       | J. Paprocká                         | M. Rogaczewská                      | N. Rajherová                        | N. Rajherová                        |
| 2006 | Constanta  | K. Solovejová                       | K. Lópezová                         | R. Rákócziová                       | N. Rajherová                        | S. Šehićová                         | S. Šehićová                         |
| 2007 | Poprad     | K. Solovejová                       | J. Crossová                         | M. Larssonová                       | M. Rogaczewská                      | S. Šehićová                         | S. Šehićová                         |
| 2008 | Vratislav  | K. Solovejová                       | J. Crossová                         | J. Paprocká                         | M. Rogaczewská                      | S. Šehićová                         | S. Šehićová                         |
| 2009 | Benidorm   | K. Solovejová                       | I. Działová                         | J. Paprocká                         | J. Kozlačkovová                     | S. Šehićová                         | S. Šehićová                         |
| 2010 | Skövde     | K. Solovejová                       | K. Jelenićová                       | A. Karkiová                         | J. Sakowská                         | A. Nowaková                         | A. Nowaková                         |
| 2011 | Bratislava | G. Offmanová                        | K. Jelenićová                       | C. Åkesdotterová                    | J. Sakowská                         | A. Nowaková                         | A. Nowaková                         |
| 2012 | Maribor    | K. Solovejová                       | I. Działová                         | I. Omiecińská                       | J. Sakowská                         | A. Nowaková                         | A. Nowaková                         |
| rok  | místo      | −50 kg                              | −56 kg                              | −62 kg                              | −68 kg                              | −75 kg                              | +75 kg                              |
| 2013 | Skövde     | S. Lubejová                         | K. Solovejová                       | J. Paprocká                         | L. Conwayová                        | V. Scheffelová                      | L. Grønnesbyová                     |
| 2014 | Riccione   | B. Adolfsová                        | A. Dąbrowská                        | J. Paprocká                         | I. Schanderová                      | U. Terdinová                        | L. A. Lundagerová                   |
| 2015 | Motherwell | S. Fariguová                        | I. Butová                           | K. Koniková                         | A. Dworniaková                      | J. Kozlačkovová                     | N. Meppelderová                     |
| 2016 | Tampere    | S. Fariguová                        | I. Działová                         | K. Koniková                         | E. Zającová                         | U. Terdinová                        | J. Kozlačkovová                     |
| 2017 | Sofie      | S. Fariguová                        | M. Kisielová                        | S. Lehaneová                        | E. Zającová                         | U. Terdinová                        | L. Grønnesbyová                     |
| 2018 | Maribor    | I. Briderová                        | J. Lehaneová                        | S. Lehaneová                        | A. Mihaiová                         | I. Schanderová                      | N. Meppelderová                     |
| 2019 | Sarajevo   | C. Fitzsimons                       | J. Lehane                           | S. Lehane                           | A. Mihai                            | H. Semb                             | N. Meppelder                        |
| 2020 | Bratislava | Zrušeno z důvodu pandemie covidu-19 | Zrušeno z důvodu pandemie covidu-19 | Zrušeno z důvodu pandemie covidu-19 | Zrušeno z důvodu pandemie covidu-19 | Zrušeno z důvodu pandemie covidu-19 | Zrušeno z důvodu pandemie covidu-19 |
| 2021 | La Nucia   | K. Laffan                           | S. Delrock                          | L. A. Hole                          | M. Nyrc                             | Y. Kopernak                         |                                     |
| 2022 | Poreč      | O. Podwysocka                       | K. Carr                             | K. Slodkowska                       | M. Sjövall                          | U. Terdin                           |                                     |
| 2023 | Kluž       | T. Barada                           | Y. Labrie                           | A. Mihai                            | L. Slemenšek Žagar                  | H. Semb                             | L. Ferguson                         |
| 2024 | Lublin     |                                     |                                     |                                     |                                     |                                     |                                     |

#### EITF (ITF II)
| rok  | místo        | −52 kg          | −52 kg          | −58 kg           | −63 kg             | −70 kg            | +70 kg           | +70 kg          |
| ---- | ------------ | --------------- | --------------- | ---------------- | ------------------ | ----------------- | ---------------- | --------------- |
| 2003 | Košice       | A. Jiménezová   | A. Jiménezová   | Kiseljovová      | S. Denysenková     | I. Kolysnyčenková | V. Kusaridisová  | V. Kusaridisová |
| 2004 | Sofie        | K. Solovejová   | K. Solovejová   | H. Hanousková    | A. Malčevová       | I. Kolysnyčenková | V. Kusaridisová  | V. Kusaridisová |
| 2005 | Dublin       | I. Pitchyová    | I. Pitchyová    | V. Khunová       | A. Malčevová       | S. Denysenková    | P. Tošnarová     | P. Tošnarová    |
| rok  | místo        | −45 kg          | −51 kg          | −57 kg           | −63 kg             | −69 kg            | −75 kg           | +75 kg          |
| 2006 | Soluň        | [[]]            | [[]]            | V. Khunová       | A. Malčevová       | P. Tošnarová      | [[]]             | [[]]            |
| 2007 | Tallinn      | J. Vasilenková  | T. Jermelová    | A. Ivasová       | A. Malčevová       | I. Vlasovová      | L. Spasovová     | L. Dukovová     |
| 2008 | Poreč        | A. Milkovová    | O. Nalpinová    | O. Ostapenková   | A. Malčevová       | I. Vlasovová      | M. Curkovová     | L. Dukovová     |
| 2009 | Slo. Konjice | M. Baranovová   | O. Nalpinová    | A. Kolevová      | A. Malčevová       | I. Hambergerová   | —                | L. Dukovová     |
| 2010 | Barletta     | J. Vasilenková  | O. Kvasnikovová | V. Mazinová      | A. Gajfutdinovová  | P. Matejová       | L. Spasovová     | L. Dukovová     |
| 2011 | Tallinn      | V. Mojsejenková | N. Bačevová     | J. Adušnajevová  | A. Malčevová       | A. Makejevová     | A. Ivasová       | L. Dukovová     |
| 2012 | Sofie        | A. Mojsejenková | V. Mojsejenková | A. Tyščenková    | A. Malčevová       | N. Babajevová     | A. Ivasová       | H. Hryščenková  |
| 2013 | Bled         | A. Mojsejenková | V. Mojsejenková | A. Kolevová      | A. Malčevová       | S. Petrovová      | A. Ivasová       | V. Gudzenková   |
| 2014 | Minsk        | E. Tasevová     | A. Seremetiová  | A. Kolevová      | A. Sitnilská       | L. Lesovová       | M. Čilingirovová | S. Patakaová    |
| 2015 | Andria       | A. Mojsejenková | V. Mojsejenková | M. Citovová      | A. Sitnilská       | S. Lipniková      | M. Čilingirovová | V. Gudzenková   |
| 2016 | Soluň        | A. Ščuljovová   | J. Suchrevová   | O. Levinová      | A. Guraspišviliová | S. Lipniková      | A. Kipurisová    | P. Manoludiová  |
| 2017 | Liverpool    | A. Ščuljovová   | A. Tyščenková   | S. Bagiazidisová | K. Paschalidisová  | S. Lipniková      | A. Kipurisová    | J. Prončatovová |
| 2018 | Tallinn      | [[]]            | [[]]            | [[]]             | [[]]               | [[]]              | [[]]             | [[]]            |